# Banc d'Arguin
 Banc d'Arguin Nationalpark (fransk: Parc National du Banc d'Arguin) ligger på Mauretaniens atlanterhavskyst, mellem hovedstaden Nouakchott og Nouadhibou. Parken, som er et verdensarvsområde er et vigtigt vinterkvarter for trækfugle, især vadefugle. Havområderne ud for er blandt de rigeste fiskeområder i Vestafrika. Ønsket om at beskytte fiskene var et væsentligt motiv ved oprettelsen af nationalparken.
Nationalparken blev oprettet i 1976; den blev udpeget til et ramsarområde i 1982 og et verdensarvsområde i 1989.
Parken omfatter et område på 1,2 millioner hektar, hvoraf 55 % er i havet, og 45% er på land. Beskyttelsesområdet går 80 km ud i havet, og i snit 35 km ind i landet. Havdybden er for det meste mindre end 5 meter, og landdelen af parken stiger højst til 15 moh.
Havområderne har store områder med vandplanter som udgør vigtige udklækningsområder for fiskene. Parken repræsenterer et værdifuldt og unikt eksempel på at Saharaørkenen grænser direkte til Atlanterhavet. Landskabet omfatter sandklitter, marskland, mangrovesumpe, mudderflader skabt af tidevandet, og et mylder af kanaler, banker og småøer. De vigtigste ynglezoner er sandstrandene, også på øerne Tidra, Niroumi, Nair, Kiji og Arguim.
Dette unikke landskab, med meget begrænset menneskelig aktivitet, gør parken til vinterkvarter for mere end 2 millioner trækfugle fra Nordeuropa, Sibirien og Grønland, hvilket svarer til 30% af trækfuglene fra disse områder. Vigtige trækfuglearter her er flamingoer, Stor præstekrave, strandhjejle, islandsk ryle, rødben, lille kobbersneppe, skestork (Platalea leucorodia leucorodia), sandterne og andre terner.
Bestanden af ynglende fugle er også bemærkelsesværdig stor og varieret. Mellem 25.000 og 40.000 par, fra 15 forskellige arter, gør dette til et af de største yngleområder for havfugle i Vestafrika. Ynglefuglene omfatter blandt andet langhalet skarv, hvid pelikan, rovterne, kongeterne, fjordterne, dværgterne, tøyleterne, gråhovedet måge, tyndnæbbet måge. Endemiske arter er fiskehejre, skestork (Platalea leucorodia balsaci) og strandhejre.
Parken er hjem for omkring 25 % af verdens bestand af munkesæler (Monachus), måske den eneste bærekraftige bestand. To truede arter havskildpadder ruger her, og området har også en værneværdig restbestand af dorkas gaselle (Gazella dorcas).

## Eksterne kilder og henvisninger
- Wikimedia Commons har flere filer relateret til Banc d'Arguin
- UNEP World Conservation Monitoring Centre faktaark
- Banc d' Arguin – Google billedesøg